# Hoppie van Jaarsveld
Pour les articles homonymes, voir Van Jaarsveld.
Pas d'image ? Cliquez ici

a Compétitions nationales et continentales officielles uniquement.

b Matchs officiels uniquement.
Christoffel Jacobus "Hoppie" van Jaarsveld, né le 21 février 1917 à Bloemhof et décédé le 8 décembre 1980 à Krugersdorp, est un joueur de rugby international sud-africain. Il évolue au poste de pilier.

## Carrière
Il dispute son premier test match international le 16 juillet 1949 contre les All Blacks dans une série historique pour les Springboks. 
Hoppie van Jaarsveld achève là sa carrière internationale car il a déjà trente-deux ans et l'Afrique du Sud ne dispute pas de rencontre internationale entre 1938 et 1949 pour cause de conflit mondial.
Il effectue une partie de sa carrière au sein de la province du Transvaal. 

## Palmarès
- 1 sélection
- Sélection par saison : 1 en 1949